# Очко (баскетбол)

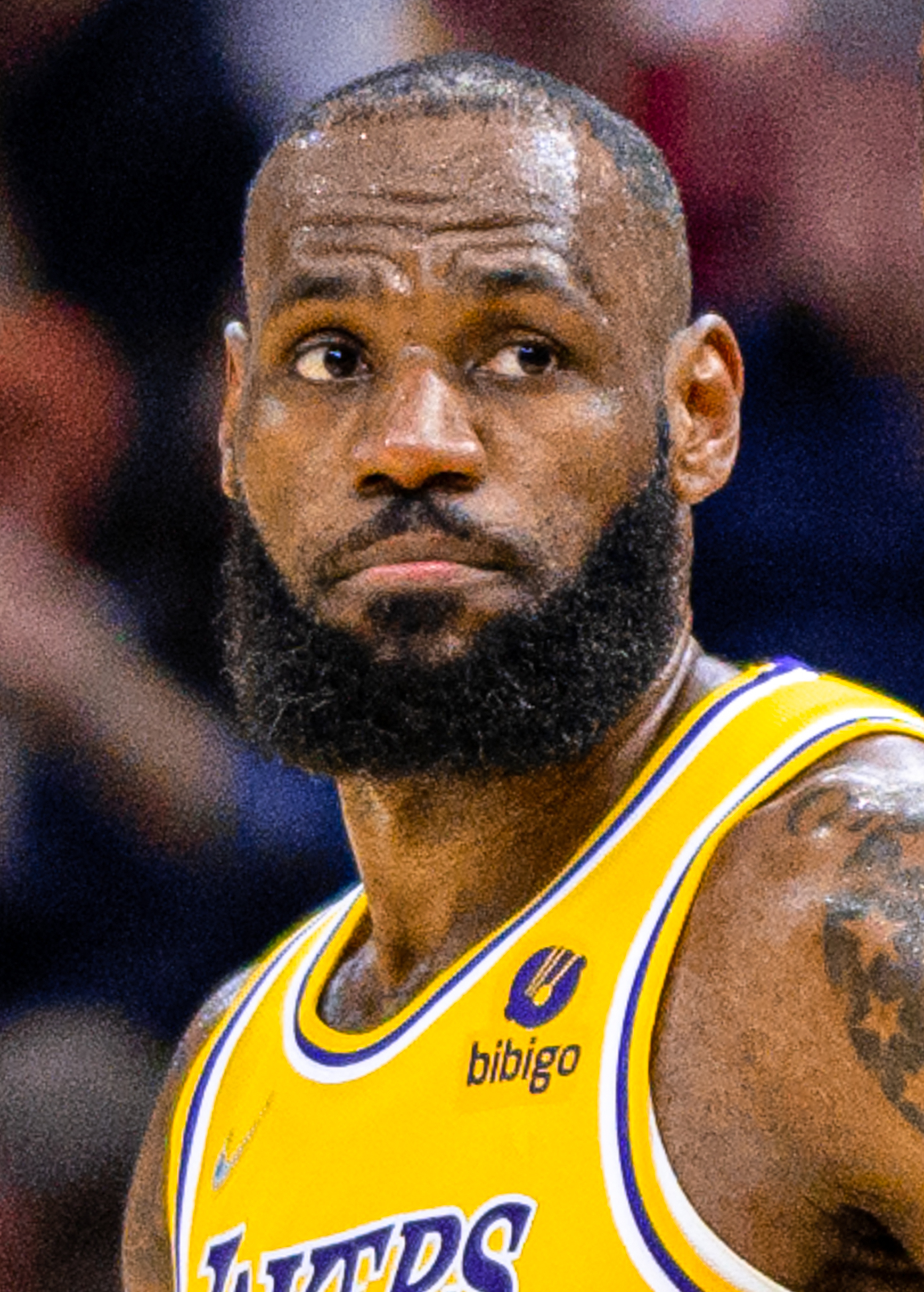
Леброн Джеймс — лучший снайпер в истории НБА

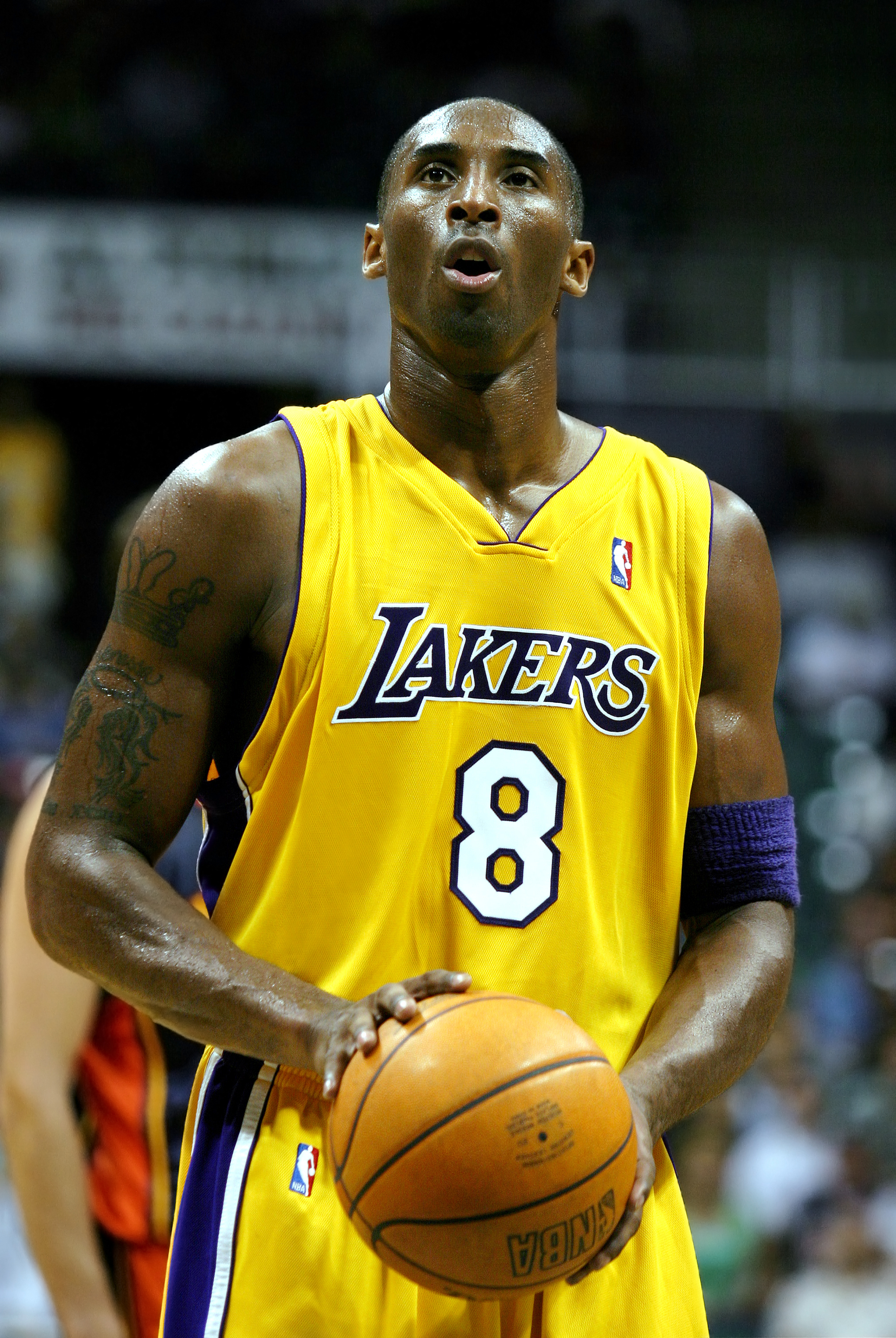
Коби Брайант — четвёртое место в списке лучших снайперов в истории НБА

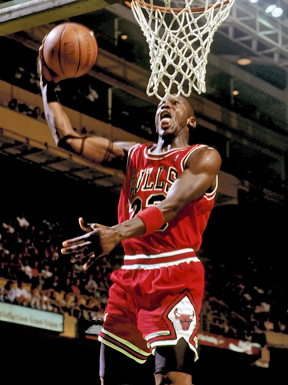
Майкл Джордан — пятое место в списке лучших снайперов в истории НБА

Очки (англ. points) — показатель в баскетболе, который используется для определения победителя в игре. За штрафной бросок команде начисляется одно очко, за попадание из-за дуги (ФИБА: 6,75 м, НБА: 7,24 м) — 3 очка , все остальные броски оцениваются в 2 очка. В НБА попадание из-за дуги было официально утверждено только в сезоне 1979—1980 годов, а в соревнованиях под эгидой ФИБА и того позднее — в 1984 году, хотя впервые оно было введено ещё в АБА в сезоне 1967—1968 годов. Команда, набравшая большее количество очков, объявляется победителем матча. Ведётся статистика игрока и команды по очкам за игру (англ. points per game (PPG)). Данный показатель указывает на эффективность баскетболиста при игре в атаке.

## Рекорды НБА (наибольшее количество очков)

### Регулярный чемпионат
- За карьеру: Леброн Джеймс (41 003 очка)[1]
- В среднем за игру за карьеру: Майкл Джордан (30,12)[2]
- За сезон: Уилт Чемберлен (4029, 1961/1962)[3]
- В среднем за игру в сезоне: Уилт Чемберлен (50,36, 1961/1962)[4]
- За игру: Уилт Чемберлен (100, 2 марта 1962 года против «Нью-Йорк Никс»)[5]
- За половину игры: Уилт Чемберлен (59, 2 марта 1962 года против «Нью-Йорк Никс»)[6]
- За четверть игры: Клей Томпсон (37, 23 января 2015 года против «Сакраменто Кингз»)[6]
- В овертайме: Гилберт Аринас (16, 17 декабря 2006 года против «Лос-Анджелес Лейкерс»)[6]

### Плей-офф
- За карьеру: Леброн Джеймс (6911)[7]
- В среднем за игру в карьере: Майкл Джордан (33,5)[8]
- За один плей-офф: Майкл Джордан (759, 1991/1992)[9]
- В среднем за игру за один плей-офф: Майкл Джордан (43,7, 1985/1986)[10]
- За игру: Майкл Джордан  (63, 20 апреля 1986 года против «Бостон Селтикс»)[11]
- За половину игры: Слипи Флойд (39, 10 мая 1987 года против «Лос-Анджелес Лейкерс»)[12]
- За четверть игры: Слипи Флойд (29, 10 мая 1987 года против «Лос-Анджелес Лейкерс»)[12]
- В овертайме: Стефен Карри (17, 9 мая 2016 года против «Портленд Трэйл Блэйзерс»)[12]

#### Финал
- За карьеру: Джерри Уэст (1679)[13]
- В среднем за игру в карьере: Рик Бэрри (36,3)[14]
- В одной финальной серии: Элджин Бэйлор (284, 1961/1962)[15]
- За игру: Элджин Бэйлор (61, 14 апреля 1962 года против «Бостон Селтикс»)[16]
- За половину игры: Майкл Джордан (35, 3 июня 1992 года против «Портленд Трэйл Блэйзерс»)
- За четверть игры: Айзея Томас (25, 19 июня 1988 года против «Лос-Анджелес Лейкерс»)